# 1929 dans les chemins de fer
chronologie des chemins de fer
1928 dans les chemins de fer - 1929 - 1930 dans les chemins de fer

## Évènements
Fermeture définitive du Tramway du Touquet-Paris-Plage dans le département du Pas-de-Calais en France.

### Février
- 24 février, France : fermeture du Tramway de Saint-Romain-de-Colbosc dans le département de Seine-Maritime (Seine-Inférieure).

### Octobre
- 28 octobre, Italie : la Società Ferrovia Aosta–Pré-St-Didier (FAP), ouvre à l'exploitation sa ligne d'Aoste à Pré-Saint-Didier[1].